# Main Theme
«Main Theme» (с англ. — «Главная тема») — инструментальная композиция группы Pink Floyd с альбома 1969 года More — саундтрека к фильму Барбета Шрёдера «Ещё» (More). Представлена на второй стороне LP первым по счёту треком. «Main Theme» была также выпущена на второй стороне сингла «The Nile Song / Main Theme» в Японии в 1969 году. Композиция написана всеми участниками группы. В записи открывающего композицию фрагмента с шумом тарелок, как предполагает Энди Маббетт (Andy Mabbett), возможно, мог участвовать басист группы Роджер Уотерс, поскольку подобные этому шумы он нередко воссоздавал на концертах на рубеже 1960—1970 годов. Имя Ника Мейсона было исключено из списка авторов композиции на CD издании саундтрека.

## Исполнения на концертах
Композиция «Main Theme» в 1969 и 1970 годах исполнялась на ряде концертов Pink Floyd, нередко с длительностью, намного превышающей студийную версию, иногда до 14 минут, после чего «Main Theme» была исключена из концертных номеров группы.
Первое известное концертное исполнение «Main Theme» состоялось на выступлении Pink Floyd на поп- и джаз-фестивале Actuel Festival в бельгийском городе Amougies 25 октября 1969 года. В течение следующего 1970 года «Main Theme» играли на таких выступлениях, как концерт в зале Fairfield Halls в Кройдоне 18 января 1970 года, в зале The Dome в Брайтоне 19 января, в Париже, в Театре Елисейских Полей («Theatre des Champs-Elysées») 23 января, в Лондоне в концертном зале Royal Festival Hall 7 февраля, в зале Opera House в Манчестере 8 февраля, в зале Town Hall в Бирмингеме 11 февраля, в Empire Theatre в Ливерпуле 15 февраля, на Arts Festival — Timespace в Бристольском университете 7 марта («Main Theme» была единственной композицией, сыгранной Pink Floyd) на этом фестивале, в Нью-Йорке в Fillmore East 16 апреля во время североамериканского турне в апреле—мае 1970 года.

## Фильм «Ещё»
В фильме «Ещё» композиция «Main Theme» звучит в самом начале фильма чуть менее четырёх минут. Музыка сопровождает появление титров фильма на фоне кадров, в которых кинокамера направляется прямо на солнце. После того как солнце скрывается за облаками следует сцена с главным героем картины, Стефаном, который на шоссе в дождь пытается остановить машину, чтобы автостопом доехать до Парижа. Затем в кадре Стефан показан едущим на попутных машинах в Париж.

## Кавер-версия
На композицию «Main Theme» группой Rosebud в 1977 году написана кавер-версия в стиле диско (альбом «Discoballs»).

## Участники записи
- Дэвид Гилмор — слайд-гитара;
- Роджер Уотерс — бас-гитара, гонг;
- Ричард Райт — орган Farfisa;
- Ник Мейсон — ударные.